# Ribari (Brus)
Ribari (em cirílico: Рибари) é uma vila da Sérvia localizada no município de Brus, pertencente ao distrito de Rasina. A sua população era de 312 habitantes segundo o censo de 2011.

## Demografia
| 1948 | 1953 | 1961 | 1971 | 1981 | 1991 | 2002 | 2011 |
| ---- | ---- | ---- | ---- | ---- | ---- | ---- | ---- |
| 578  | 585  | 571  | 530  | 475  | 414  | 356  | 312  |